# Raid de Cabanatuan
Seconde Guerre mondiale
Le raid de Cabanatuan est une opération de sauvetage de prisonniers de guerre et de civils alliés de la Seconde Guerre mondiale d'un camp de prisonniers de guerre japonais près de Cabanatuan, aux Philippines (dans l'actuelle province de Nueva Ecija). L'assaut par des Rangers et Alamo Scouts de l'armée américaine et des guérilleros philippins eut lieu le 30 janvier 1945 au soir.
L'opération reste un modèle d'efficacité puisque 522 des 524 prisonniers, y compris des malades devant être transportés, furent ramenés dans les lignes américaines avec des pertes légères alors que les Japonais perdirent beaucoup des leurs.

## Contexte

### Évènements
La bataille de Bataan s’achève le 8 avril 1942 par la reddition de soixante-dix-neuf mille soldats Américains et Philippins. Ne s’attendant pas à faire autant de prisonniers, les Japonais n’ont prévu ni ravitaillement ni moyen de transport et la majeure partie d’entre eux ignore ou dédaigne les obligations de la convention de Genève. Un mois plus tard, le 11 mai, onze mille Américains sont capturés à la suite de la chute de Corregidor. Après avoir été paradé dans les rues de Manille, ils sont envoyés au camp de prisonniers de guerre de Cabanatuan, où il arrivent peu après le milieu du mois de mai. Ils y sont progressivement rejoints entre juin et septembre par les Américains capturés à Bataan ayant survécu à la marche de la mort ainsi qu’aux mauvais traitement et conditions de vie au camp O’Donell où ils avaient été gardés jusque là. En septembre 1942, le camp de Cabanatuan compte huit mille prisonniers américains, mais ils sont progressivement envoyés dans l’empire japonais à bord des Hell ships pour être utilisés comme esclaves. En janvier 1945, il ne reste ainsi qu’environ cinq cent prisonniers à Cabanatuan.
Quelques mois plus tôt, le 18 septembre 1944 les Américains ont débarqué à l’entrée du golfe de Leyte, puis le 9 janvier 1945 à Luçon. Alors que ses troupes se rapprochent des camps de prisonniers de la région, l’état-major américain craint que les Japonais, au mieux, déplacent les prisonniers par une nouvelle marche de la mort ou, au pire, qu’ils les massacrent. Des exécutions de masse ont en effet déjà lieu depuis l’automne, cent cinquante prisonniers étant par exemple brûlés vifs le 14 décembre 1944 à Palawan. Le 26 janvier 1945, il est décidé que la libération des prisonniers doit intervenir avant le 29 janvier : une intervention plus tardive ferait courir de grands risques aux prisonniers, les principales forces américaines devant atteindre la ville de Cabanatuan le 1er février au plus tard.

### Lieux
La région de Cabanatuan est une plaine fluviale dont le terrain est essentiellement composé de prairies et de rizières. La principale rivière est la Pampanga, qui coule d’est en ouest au nord de la ville et compte quelques affluents dans les alentours immédiats, le plus notable étant la Cabu, qui coule du sud au nord à environ deux kilomètres au nord-est du camp. Ses rives sont l’un des rares endroits de la zone à être boisé. Les villes les plus proches de Cabanatuan dans la zone d’opération sont San Jose, à environ quarante kilomètres au nord, et Bongabon, à environ trente kilomètre à l’est, mais il existe de nombreux petits villages, la plupart ne comptant guère plus de quelques huttes.
Le camp de Cabanatuan est à l’origine une station de recherche de l’United States Department of Agriculture construite dans les années 1920, devenu par la suite le camp d’entraînement de la 91e division de l’armée philippine. Il se trouve à quelques kilomètres à l’est de Cabanatuan City, la capitale de la province de Nueva Ecija, en bordure de la route nationale 20 reliant cette ville à Bongabon et à côté du village de Pangantian. À environ deux kilomètres à l’est du camp, la route franchit la rivière Cabu sur un pont achevé en novembre : il s’agit du troisième construit à cet emplacement, celui d’origine ayant été détruit en 1941 et le second en septembre par les résistants philippins. Pendant la reconstruction, un pont temporaire a été construit à environ 250 m au nord-ouest et est toujours en place en janvier.
Situé du côté sud de la route, le camp prend la forme d’un rectangle d’environ 550 m de large pour 730 m de long délimité par une triple clôture barbelée de 2,40 m de haut. L’espace intérieur est subdivisé en trois secteurs orientés nord-sud d’environ 165 m de large chacune, séparée par d’autres clôtures. Le secteur occidental n’est pas utilisé au moment de l’attaque. Le secteur central abrite en son centre les quartiers des officiers et quelques baraques pour les gardes, le centre de communication et les hangars à véhicules ; sa partie nord n’est occupée que la porte principale et la chapelle, tandis que la partie sud sert à héberger des troupes en transit. Le secteur oriental est encore divisé en deux : la partie nord, d’environ 210 m de long, contient les baraques des prisonniers et, à son extrémité sud, leur infirmerie ; la partie sud abrite le principal quartier des gardes et la porte arrière. Ce côté est le plus fortement protégé, avec des tours de garde aux angles nord-est et sud-est, ainsi que deux positions de mitrailleuses le long de la clôture orientale et une troisième à proximité de la porte arrière. Une autre tour se trouve à la porte principale.
La chapelle est le seul bâtiment en dur du camp, les autres étant similaires aux huttes traditionnelles philippines, dont la structure et les murs sont en bambou et le toit en feuilles de nypa. Au total, le camp compte environ cent trente bâtiments, dont soixante dans la partie dédiée aux prisonniers. Les hangars à véhicules sont en tôle ondulée, mais n’offrent pas davantage de résistances aux balles que les huttes.

### Conditions météorologiques
Cette époque de l’année correspond à la saison sèche, ce qui facilite à l’infanterie la traversée des rivières, qui sont presque à sec, bien qu’elles restent un obstacle pour les véhicules. Les journées sont chaudes, avec une température souvent au dessus de 30 °C, mais surtout humides avec environ 97 % d’humidité dans l’air, ce qui rend les efforts physiques pénibles. En comparaison les nuits sont fraiches et sèches, environ 20 °C pour 50 % d’humidité. Le 30 janvier, la nuit tombe vers 18h le soir et s’achève vers 6h le matin. Elle n’est toutefois pas vraiment noire, car la lune est presque pleine et se lève dès 19h38, pour ne se coucher qu’après le lever du soleil..

## Forces en présence

### Américains
L’avant garde américaine est composée des treize hommes des équipes Rounsaville et Nellist des Alamo Scouts, une unité spécialisée dans la reconnaissance à longue distance derrière la ligne de front. S’y ajoute un officier de la même unité qui reste avec les Rangers afin d’assurer la liaison. Du fait de la nature de leur mission, ils n’emportent qu’un équipement léger : l’arme principale est un fusil M1, une carabine M1A1 ou un pistolet-mitrailleur Thompson, chaque homme ayant un pistolet M1911A1 en arme de secours ; un couteau de combat et des grenades fumigènes et à fragmentation complètent la panoplie.
Le gros des troupes est formé par la compagnie C et le deuxième peloton de la compagnie 6th Ranger Bataillon, auxquels s’ajoutent quelques hommes d’autres compagnies. Le soutien est assuré par quatre hommes chargés des communications, qui emportent une radio SCR-694 d’une portée d’environ cinquante kilomètres. S’y ajoute une équipe médicale de quatre hommes dirigés par le chirurgien capitaine Robert Fischer, ainsi que quatre hommes du 852nd Signal Service Bataillon chargés de photographier et filmer la mission. Les Américains sont ainsi cent trente neuf au total, ou cent quarante en comptant le singe mascotte de la compagnie F.
Le commandement de la mission sur le terrain est assuré par le lieutenant-colonel Henry Mucci, assisté du capitaine Robert Prince, qui doit diriger l’assaut. Du fait de la distance à parcourir à pieds, l’armement est léger : la plupart disposent du fusil M1, bien que quelques-uns aient une carabine M1 ou un pistolet-mitrailleurs Thompson et seuls les officiers et une poignée d’hommes ont un pistolet M1911A1 en arme de secours. L’équipement lourd se limite à quelques M1918A2 BAR, bazookas et lance-grenades M7, les mitrailleuses M1919A4 et les mortiers M2 ayant été jugés trop lourds pour pouvoir être emportés. En complément, la plupart des hommes disposent également d’un couteau de combat et de grenades.

### Philippins
Les troupes américaines sont directement assistées par le Luzon Guerrilla Armed Forces (LGAF), un groupe de résistants philippins commandé par le major de l’armée philippine Robert Lapham. Leur présence n’apporte pas seulement de la puissance de feu supplémentaire, mais aussi des guides, des informations et un soutien logistique indispensables à la traversée du terrain sous contrôle japonais. Leur nombre est d’environ mille deux cent combattants répartis en neuf escadrons commandés par le capitaine Juan Pajota, auxquels s’ajoutent environ quatre cent non-combattants, qui servent de porteurs pour les prisonniers trop faibles pour se déplacer par eux-mêmes.
L’équipement de ces combattants est hétéroclite et principalement composé de fusils M1903 Springfield et M1917 Enfield, ainsi que de fusils Arisaka Type 38 et Type 99 pris aux Japonais. Le soutien est assuré par quatre mitrailleuses Browning M1917A1 et ils disposent également de mines antichar M1. Une partie ne dispose toutefois pas d’armes à feu et n’a que des bolos.

### Japonais
La zone que les Américains doivent traverser est occupée par l’arrière garde de la 105e division japonaise (en) commandée par le général Yoshitake Tsuda. L’adversaire le plus dangereux est le 359e bataillon d’infanterie commandé par le capitaine Oyanu Tomie, qui a quitté San Jose le soir du 29 janvier pour rejoindre Cabanatuan en passant par Bongabon et campe au soir du 30 janvier sur la rive orientale de la Cabu. Comptant environ huit cent hommes, le bataillon dispose de toutes les armes de soutien d’une unité de cette taille, notamment des mitrailleuses Nambu et des mortier de 5 cm. Le 359e est suivi par le 2e bataillon Shusei, bien que celui-ci se trouve assez loin en arrière pour ne pas constituer une menace immédiate. La rive orientale de la Cabu est également occupée au sud de la route par les restes de plusieurs unités en retraite vers l’est, qu’Oyanu incorpore au 359e bataillon à son arrivée, augmentant sa force d’environ trois cent hommes, dont une compagnie de chars comptant quatre blindés et un camion armé de mitrailleuses. Enfin, trois autres bataillons comptant environ sept mille hommes occupent Cabanatuan City et ont établi leurs positions à l’ouest et au nord de la ville.
Le camp lui-même est gardé par soixante-quinze gardes arrivés lors d’un changement de la garde le 9 janvier. Ils ne sont généralement pas originaire du Japon, mais de Corée, de Formose ou d’Okinawa. Considérés ainsi comme des soldats de seconde zone par les Japonais, ils ne disposent que de fusils Arisaka. Le camp est toutefois également occupé par le détachement de commandement de la police militaire de la 14e armée, un peu plus de deux cent hommes. Cette unité en marche vers l’est s’est arrêtée le 27 janvier au camp pour se reposer. Sa présence est une chance pour les Américains, car si elle empêche Oyanu d’installer le 359e bataillon dans le camp le soir du 30 janvier comme il l’avait originellement prévu.
Les Japonais disposent également de collaborateurs philippins dont la présence force les Américains à rester à l’écart des villages de crainte que les Japonais soient informés de leur présence. En outre, ils bénéficient indirectement de la présence du Hukbalahap, un groupuscule communiste antijaponais, mais aussi antiaméricain qui peut potentiellement ralentir, voire empêcher la progression de ceux-ci.

## Raid

### Préparatifs
La préparation de la mission débute le 26 janvier 1945 et est pilotée par la section de renseignement de la sixième armée sous les ordres du lieutenant-colonel Rawolle. Du fait des délais contraints, le plan retenu est simple : les Alamo Scouts marchent en avant pour ouvrir la voie, surveiller le camp et prendre contact avec les résistants philippins, puis les Rangers interviennent pour libérer les prisonniers et les ramener vers les lignes alliées. L’USAAF doit assurer une couverture aérienne lors du retour vers les lignes alliées, mais le général Krueger préfère ne pas les avertir à l’avance afin de préserver le secret de l’opération. Cette décision fait toutefois courir le risque que la colonne soit attaquée à l’aller par l’aviation ou l’artillerie alliée, qui n’a aucun moyen d’identifier qu’il s’agit d’Américains et non de Japonais, d’autant que la consigne est de maintenir le silence radio. Le risque de tir ami est ainsi paradoxalement plus important que celui de rencontrer des Japonais, ceux-ci s’aventurant peu hors des routes par crainte des guérillas.
Selon le plan retenu, les Alamo Scouts doivent partir de Guimba le 27 janvier, suivis par les Rangers le lendemain, qui doivent suivre un trajet légèrement différent pour réduire les risques d’être repérés. L’arrivée à proximité du camp est prévue pour le matin du 29 et l’attaque avoir lieu le soir. Il est toutefois prévu que Mucci, qui dirige sur le terrain, puisse modifier le plan en fonction de la réalité rencontrée sur le terrain, notamment parce que les Américains ne savent pas exactement quelles sont les forces japonaises qu’ils vont rencontrer sur place.

### Approche

Plan du raid de Cabanatuan

Les Alamo Scouts partent du village de Guimba le soir du 27 janvier. Il se dirigent d’abord vers l’est en direction de Balangkare, puis de là vers le sud pour rejoindre Platero. Les Rangers partent le lendemain en début d’après-midi. Ils contournent Baloc par le sud en passant par Lobong, où ils sont rejoints par une centaine de résistants. La principale difficulté de cette étape est la traversée des routes, notamment l’autoroute no 5 qui rejoint Baloc depuis le sud sur laquelle le trafic, et donc le risque d’être repéré, est important ; l’obstacle est finalement franchi en passant sous un pont. Le reste de la marche se déroule sans incident et les Rangers atteignent Balangkare peu avant 6h le 29 janvier.
Après avoir écouté le rapport des Alamo Souts, Mucci décide d’attaquer le soir-même comme prévu initialement. Ce plan se heurte toutefois à l’opposition de Pajota, qui, contrairement à Mucci, est informé de l’approche du 359e bataillon japonais et demande d’attendre une journée pour collecter plus d’informations et rassembler plus de guérilleros. Mucci maintient toutefois dans un premier temps son plan, avant de se raviser et de repousser l’attaque d’une journée lorsque ses propres éclaireurs confirment les informations de Pajota. La journée du 30 janvier est essentiellement consacrée à rassembler plus d’informations sur la sécurité du camp et à affiner le plan d’attaque en conséquence. En fin de journée, Pajota suggère de faire survoler le camp par des avions pour faire diversion, la demande est transmise au commandement par radio sans certitude de pouvoir être exaucée au vu du peu de délai disponible.

### Attaque
Les troupes commencent à se mettre en position au coucher du soleil le 30 janvier, pour pouvoir débuter l’assaut à 19h30, le signal étant le premier tir de la compagnie F. La compagnie C doit attaquer l’entrée principale, tandis que le 2e peloton de la compagnie F se place le long de la clôture orientale et vers la porte arrière pour prendre sous son feu les tours, les positions de mitrailleuses et le quartier des gardes situé près de la porte arrière. Environ quatre-vingts guérilleros bloquent la route vers l’ouest, mais le gros des Philippins s’établit le long de la rive occidentale de la Cabu ; ils minent également la route et piègent le pont. Pajota garde néanmoins deux escadrons en réserve et deux autres contournent le 359e bataillon pour pouvoir l’attaquer par derrière dans le cas où il parviendrait à franchir la rivière.
À 18h35, un P-61A survole le camp à basse altitude, puis à plusieurs reprises dans la demi-heure qui suit, semant la panique chez les Japonais et facilitant ainsi l’approche du groupe d’assaut. À 19h15, les résistants coupent les lignes téléphoniques, isolant le camp et empêchant ainsi l’alerte d’être donnée à Cabanatuan. La compagnie F prend toutefois plus de temps que prévu pour se mettre en place et ne tire le premier coup de feu, signal de l’assaut, qu’à 19h45. Les Rangers soumettent alors les positions des gardes à un tir nourri, tuant la majorité d’entre eux dès les premiers instants de l’attaque. Une minute après le début de l’assaut, la compagnie C pénètre dans le camp  par la porte principale, détruit les hangars à véhicules au bazooka puis attaque la police militaire. En parallèle, les Philippins ouvrent le feu sur le campement du 359e bataillon, qui est à cette heure en train de lever le camp. Les charges de démolitions échouent toutefois à détruire le pont, bien qu’elles le rendent impraticable aux véhicules.

## Bilan
Le nombre officiel de prisonniers libérés est de 516 : quatre cent cinquante-quatre soldats de l’US Army, trente-huit de l’US Navy, deux du Corps des Marines et vingt-huit civils de nationalité américaine, auxquels s’ajoutent vingt soldats de la British Army et deux de la Royal Navy, ainsi que trois de l’armée royale néerlandaise. Les décomptes réalisés ultérieurement ont toutefois établis que ce décompte omet cinq civils d’autres nationalités — deux Norvégiens, un Canadien, un Britannique et un Philippin — ainsi qu’un prisonnier mort pendant l’attaque, d’après les témoignages d’une crise cardiaque. Ce résultat est obtenu au prix de pertes minimales : outre le prisonnier, deux rangers ont été tués et sept blessés, dont un gravement, tandis les guérilleros philippins ne comptent que douze blessés légers.
À l’inverse, les pertes japonaises sont particulièrement lourdes. Environ deux cent soixante-dix d’entre eux ont été tués dans le camp lui-même, tandis que le 359e bataillon a perdu les 4/5e de ses effectifs, environ neuf cent cinquante hommes, et presque tous ses officiers. Le 2e bataillon Shusei a également subit de lourdes pertes, dont un char et douze camions.

## Développement ultérieurs
En récompense du succès de la mission, Henri Mucci est promu colonel et décoré de la Distinguished Service Cross le 3 mars 1945. Le même jour, les autres officiers ayant participé au raid reçoivent la Silver Star et les hommes des rangs subalternes la Bronze Star. Cette médaille est également remise en 1947 aux guérilléros philippins ayant contribué à l’opération. La compagnie C et le deuxième peloton de la compagnie F reçoivent également la Presidential Unit Citation et l’ensemble du bataillon la Philippine Republic Presidential Unit Citation.
Essentiellement construit en matériaux périssables, le camp a entièrement disparu, à l’exception des fondations du château d’eau. Son emplacement est toutefois marqué par plusieurs monuments. Le Cabanatuan POW Camp Memorial est entretenu par l’US Battlesites Commission et comprend un monument aux morts construit en 1982 listant environ trois milles noms de prisonniers morts ou disparu dans le camp de Cabanatuan, bien que les corps aient toutefois été exhumés après la guerre et enterrés au Manila American War Cemetery. Le gouvernement philippin a également construit et entretien sur le site un grand monument en forme de cadran solaire. Les alentours du camp ont également été fortement transformés : le pont a été reconstruit en acier en 1950 et la zone le long de la route est urbanisée.